# Ptilocephala colossa
Ptilocephala colossa é uma espécie de insetos lepidópteros, mais especificamente de traças, pertencente à família Psychidae.
A autoridade científica da espécie é A. Bang-Haas, tendo sido descrita no ano de 1907.
Trata-se de uma espécie presente no território português.